# Didier Pironi
Didier Pironi (ur. 26 marca 1952, zm. 23 sierpnia 1987) – francuski kierowca Formuły 3, Formuły 2 i Formuły 1.
W Formule 1 zadebiutował w ekipie Tyrrella w roku 1977.
Pierwsze zwycięstwo odniósł w GP Belgii 1980 w barwach stajni Ligier. W całym sezonie 2 razy zdobył też pole position i zajął 5. miejsce w klasyfikacji generalnej.
W 1982 przeszedł do Ferrari, w barwach którego wygrał GP San Marino na torze Imola. Po Grand Prix został oskarżony przez partnera z zespołu, Gilles'a Villeneuve'a o niestosowanie się do poleceń teamu – na kilka okrążeń przed metą pewny podwójnego zwycięstwa zespół nakazał kierowcom zwolnić i dojechać do mety (na prowadzeniu znajdował się Kanadyjczyk). Villeneuve posłuchał i zwolnił, Pironi nie zmniejszył prędkości jazdy i wyprzedził kolegę tuż przed metą. Obrażony Villeneuve zapowiedział, że nigdy więcej nie odezwie się do Pironiego. Rzeczywiście tak się stało – Kanadyjczyk zginął w wypadku w następnym wyścigu.
Po śmierci Gilles'a Villeneuve'a Didier Pironi został pierwszym kierowcą Ferrari i wygrał Grand Prix Holandii. Prowadził w klasyfikacji mistrzostw z dużą przewagą, ale podczas Grand Prix Niemiec spowodował wypadek, w którym odniósł obrażenia nóg, przez co nie mógł wykonywać mocnych hamowań i musiał wycofać się z dalszej rywalizacji, przynajmniej do końca sezonu. 39 punktów, które zebrał przez niewiele ponad pół sezonu wystarczyło mu do tytułu wicemistrza (mistrzem został Keke Rosberg, który zgromadził 44 punkty).
Pironi do ścigania już nie wrócił. Zginął w wypadku motorówki koło wyspy Wight. W Formule 1 odniósł 3 zwycięstwa, 4 pierwsze pola startowe, 13 podiów, 5 najszybszych okrążeń i 101 punktów podczas 70 wyścigów.